# Théâtre d'opéra et de ballet de Tcheliabinsk
Le théâtre académique d'État d'opéra et de ballet Glinka de Tcheliabinsk (Челябинский государственный академический театр оперы и балета имени М. И. Глинки), est une salle de spectacle de Tcheliabinsk en Russie consacrée à l'opéra et au ballet. Elle peut accueillir 894 spectateurs. Elle est dédiée au compositeur russe Mikhaïl Glinka. Le théâtre est dirigé par Vladimir Dossaïev.

## Architecture
La décision de construire ce théâtre revient au soviet des commissaires du peuple de l'URSS, le 25 mai 1934, selon le projet validé en 1936 de l'architecte moscovite N. Kourenoï. La construction commence en 1937 à l'emplacement de l'église de la Nativité-du-Christ qui venait d'être démolie, dans le district central.
L'édifice du théâtre est construit dans un style strict et sobre. L'influence du constructivisme ascétique s'y fait sentir. La façade de l'édifice est faite d'un puissant portique de huit colonnes jumelées devant une ronde, et à l'arrière d'une section rectangulaire. Au-dessus de son  attique se trouvent des groupes sculpturaux allégoriques. Sur le fronton triangulaire du théâtre, l'on peut voir les armoiries de l'Union soviétique, des drapeaux, des instruments de musique. Il y a aussi des colonnes rectangulaires construites sur les côtés du bâtiment. L'auditorium du théâtre se compose de 895 places. L'inauguration du théâtre était prévue en 1941 pour l'anniversaire de la Révolution d'Octobre, mais le début de la Grande Guerre patriotique fait cesser les travaux.
Entre 1941 et 1948, c'est l'usine Calibre évacuée de Moscou qui occupe les lieux. Cette activité industrielle provoque des dommages à l'édifice et il faut du temps pour le restaurer. Les façades et l'intérieur sont conçus dans un esprit de stylisation des formes néoclassiques de l'architecture russe du XIXe siècle. La salle et le foyer du théâtre sont décorés de peintures murales selon les esquisses d'Alexandre Deïneka.

## Histoire

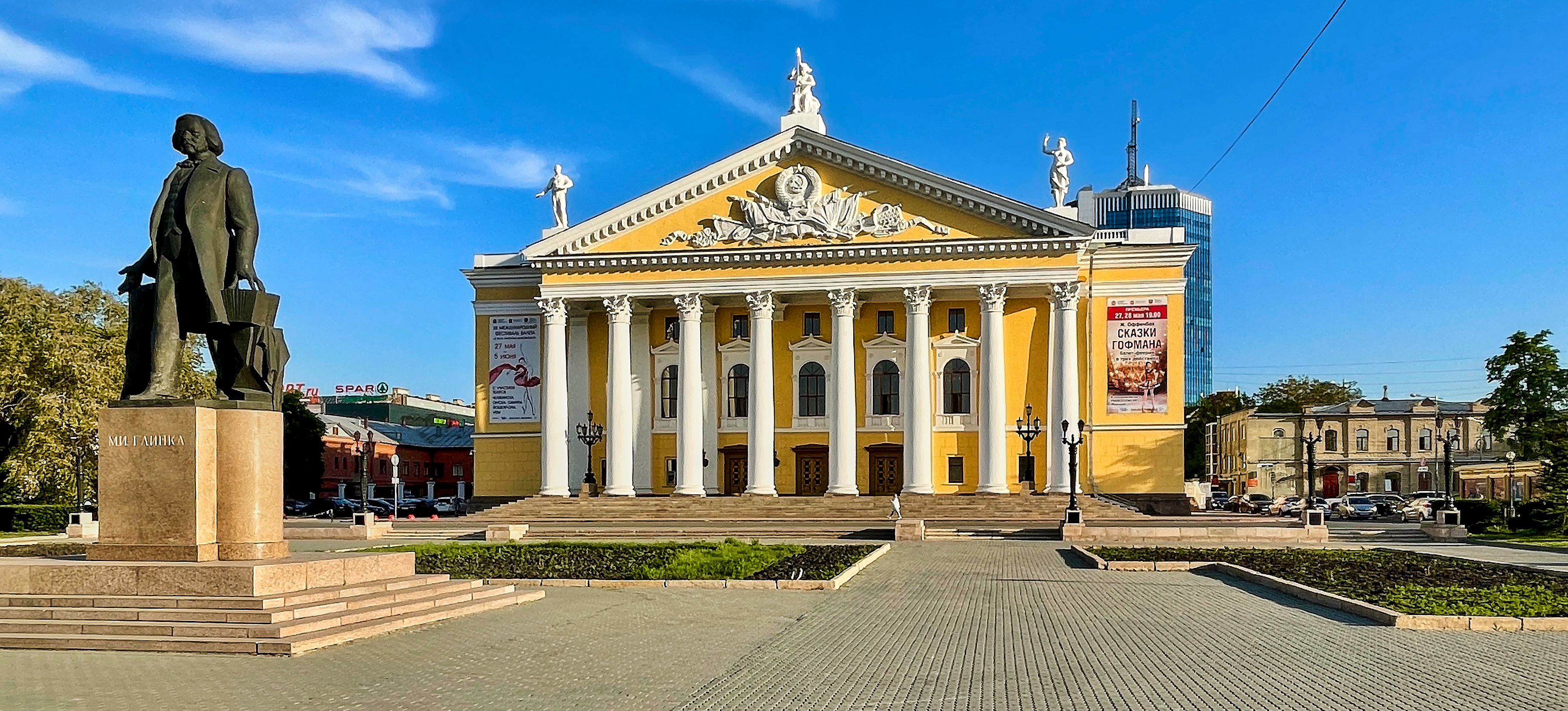
Le théâtre d'opéra et de ballet et la statue de Glinka devant lui.

L'inauguration a lieu le 29 septembre 1956 avec une représentation du Prince Igor. Pour la première, le conseil municipal donne au théâtre le nom de Mikhaïl Glinka.
Au début, la troupe est composée de chanteurs venant de différents théâtre d'URSS et des jeunes diplômés des conservatoires de Moscou, de Léningrad et de Sverdlovsk et, pour le ballet, de diplômés de l'école chorégraphique de Léningrad.

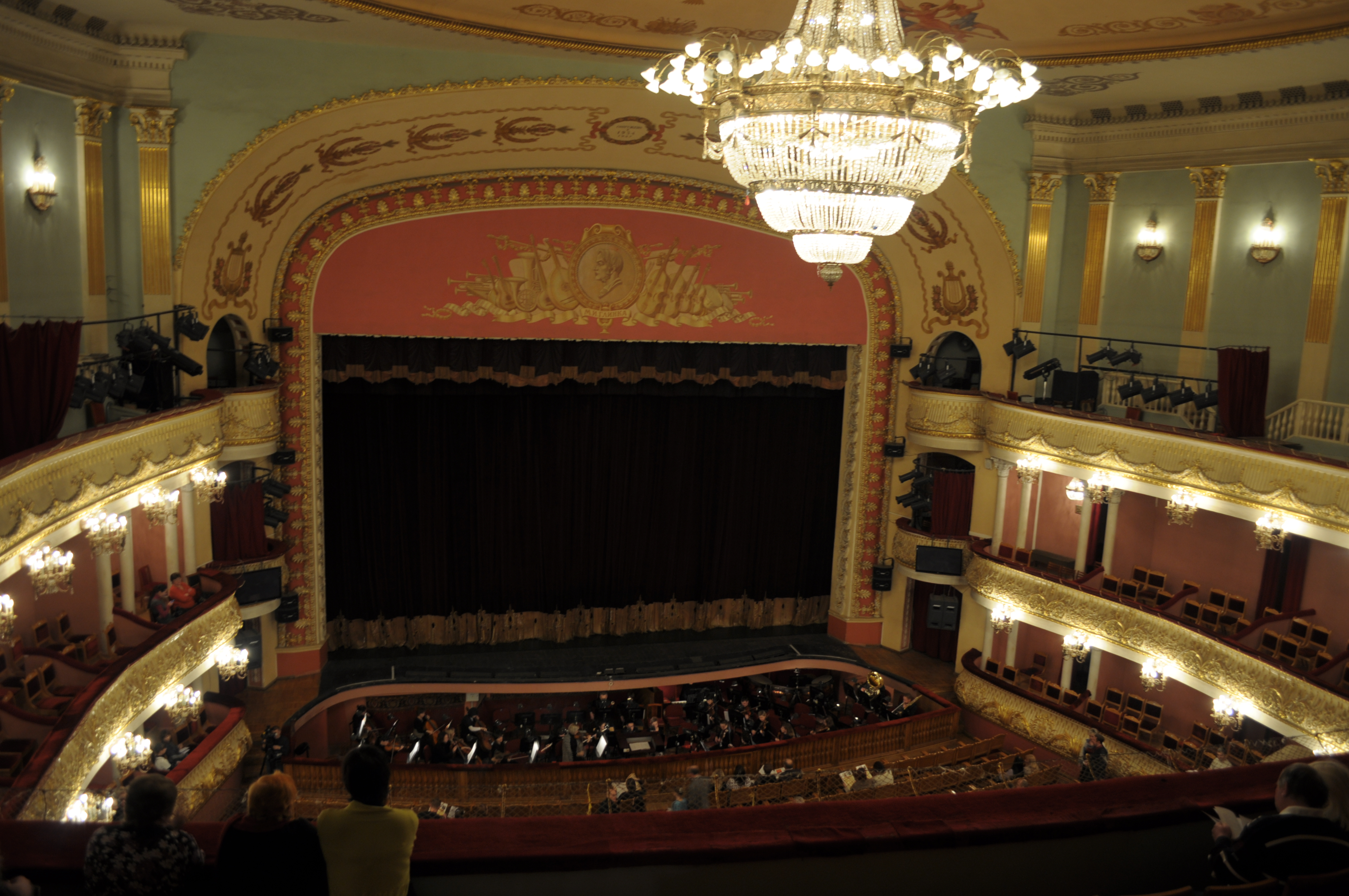
Intérieur.

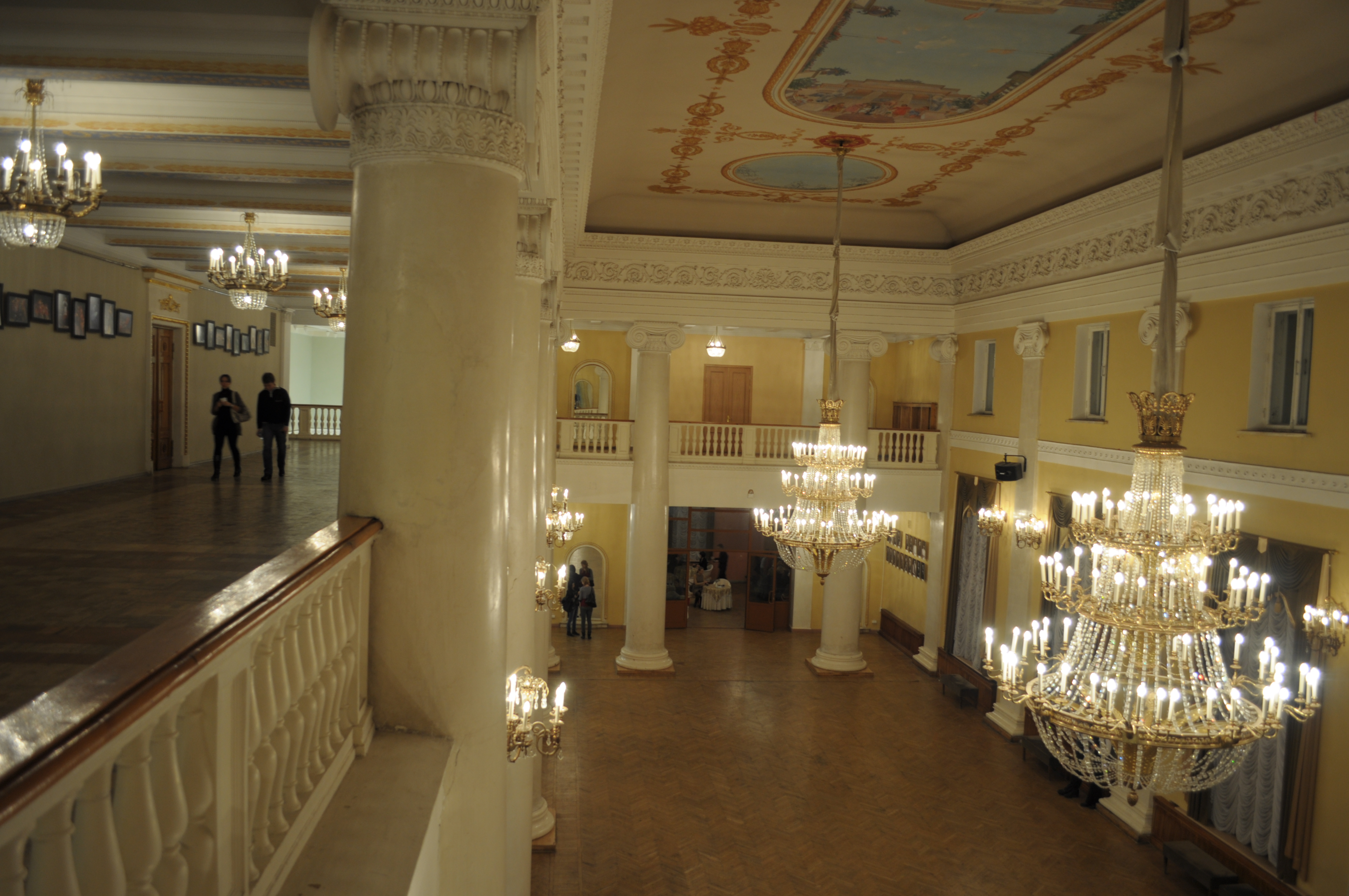
Grand foyer.

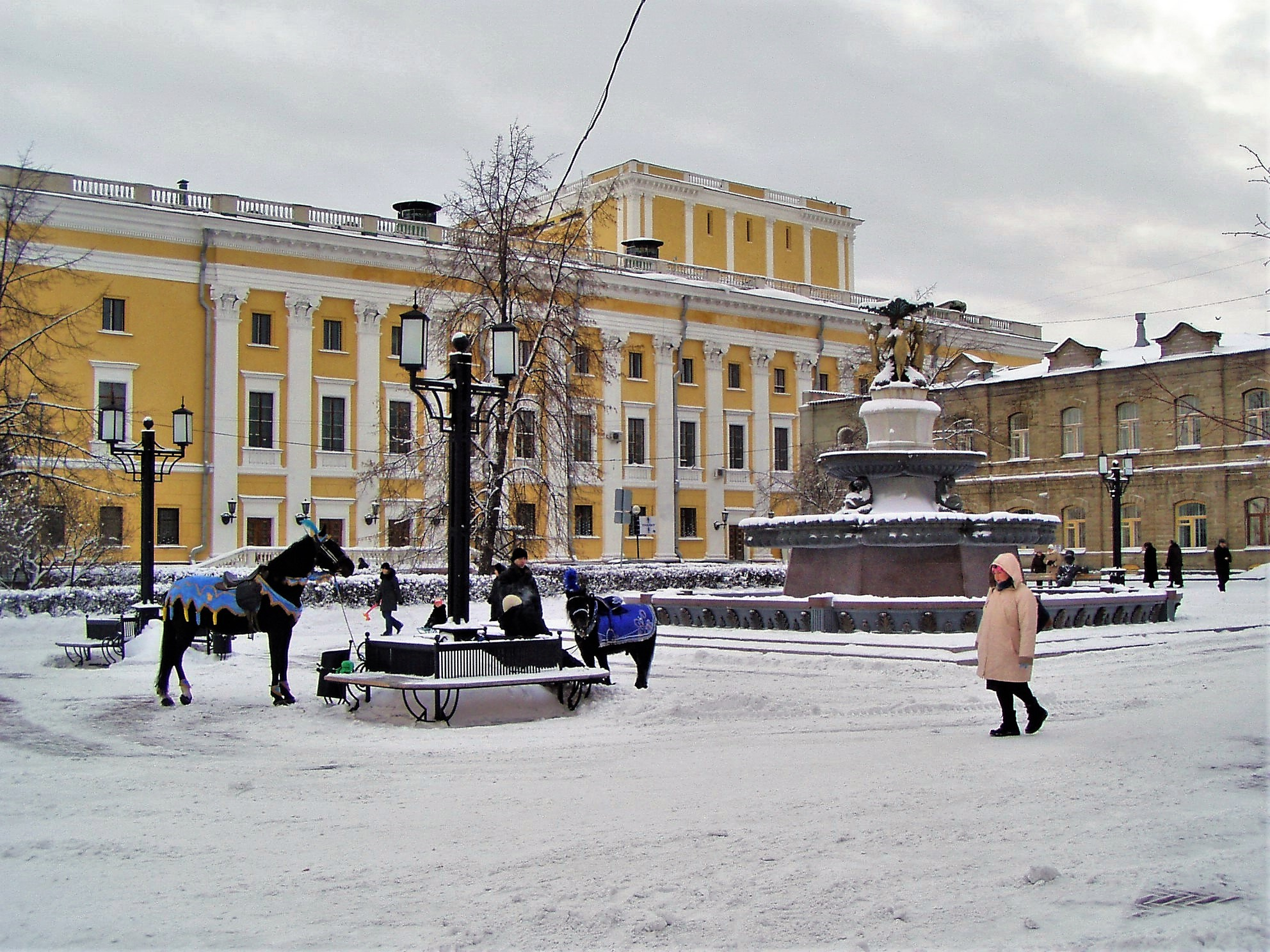
Vue de côté.

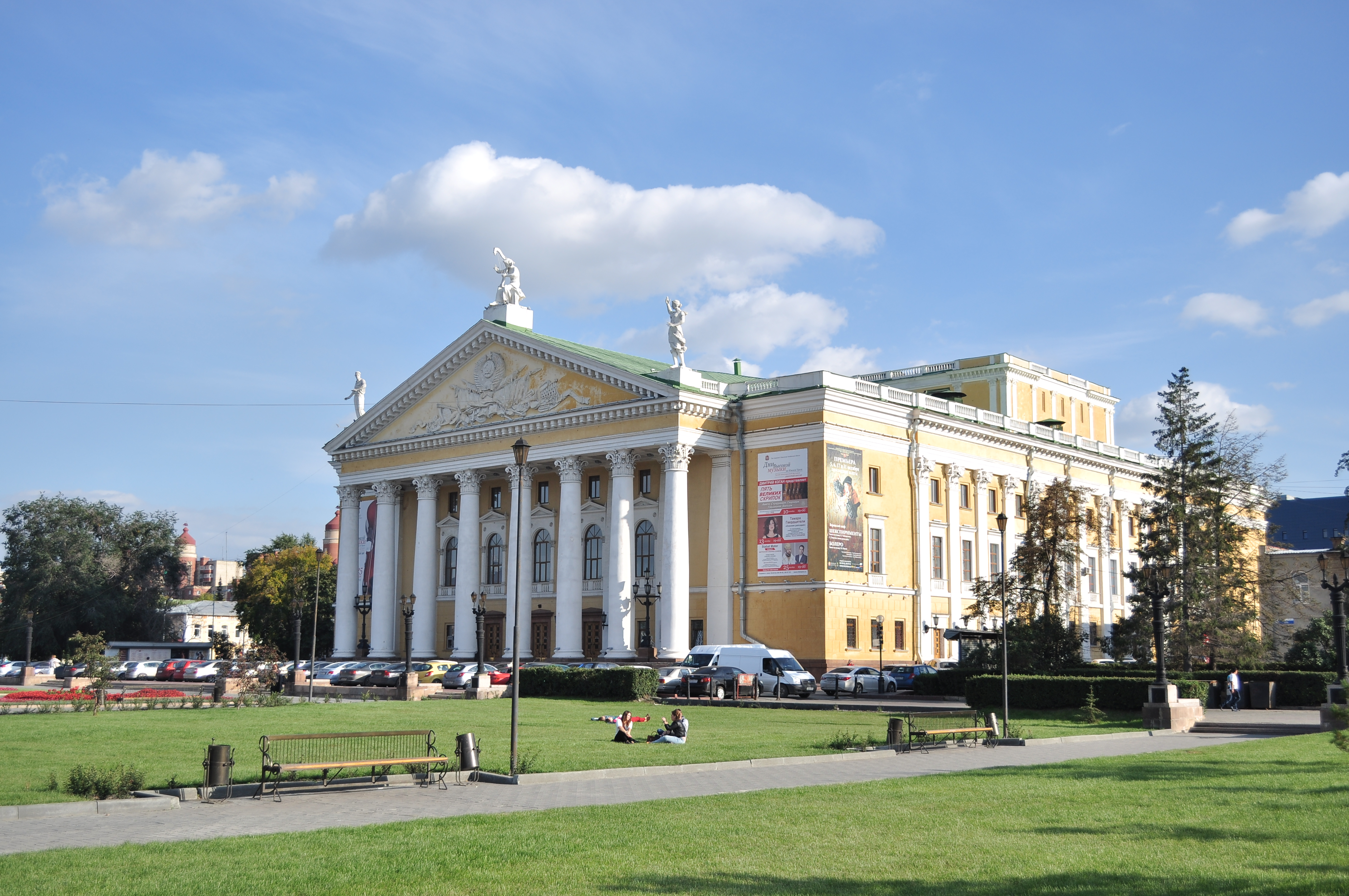
Le théâtre Glinka.

Le théâtre Glinka collabore dès le début avec des compositeurs soviétiques et fait jouer des œuvres d'auteurs contemporains. Le chef d'orchestre principal est l'artiste du Peuple d'URSS, Isidor Zak. Il présente vingt-trois œuvres, jusqu'en 1968. Le chef d'orchestre Alexandre Alexeïev y a travaillé dans les années 1970.
Le théâtre a présenté plus de 300 productions de classiques russes et étrangers et de compositions contemporaines. Des spectacles du théâtre Glinka remportent des prix du festival Scène («Сцена»); ainsi La Dame de pique reçoit le grand prix du festival Scène de 2006 et le prix spécial du jury du Masque d'or en 2007. Le ballet El mundo de Goya de V. Bessedina reçoit en 2008 le prix du gouvernement de la fédération de Russie.
Le théâtre connaît d'importants travaux de restauration en 1980-1983, lui donnant son aspect actuel.
En 1996, le théâtre d'opéra et de ballet de Tcheliabinsk reçoit le titre d'« académique ».
Dans la troupe du théâtre actuellement l'on retrouve la soprano Natalia Zavarzina, artiste du peuple de Russie; l'artiste émérite de Russie, Lioubov Borodina (soprano); l'artiste émérite de Russie, Marina Novokrechtchenova (mezzo-soprano); l'artiste du peuple de Russie Nikolaï Glazkov (ténor), l'artiste émérite de Russie, Pavel Kalatchev (baryton), l'artiste émérite de Russie, Arkadi Zverev (basse) et d'autres...Dans la troupe du ballet, l'on peut nommer l'artiste du peuple de Russie, Tatiana Predeïna, l'artiste émérite de Russie, Sergueï Taratorine, l'artiste émérite de Russie, Alexandre Tsvariani et d'autres artistes lauréats de concours internationaux.

## Chefs d'orchestre principaux
- 1955-1968: Isidor Zak
- 1980-1985: Nariman Tchounikhine
- 1987-1991: Viktor Sobolev
- 1994-2007: Sergueï Ferouliov
- 2007-2013: Anton Grichanine
- 2013-à ce jour: Evgueni Volynski[6],[2]